# Snap (software)
Snap (dříve Snappy) je systém správy balíčků a nasazení softwaru vyvíjený společností Canonical původně pro Ubuntu Touch, ale posléze fungující na celé řadě linuxových distribucí. Zahrnuje jak formát balíčků, tak podpůrné programy pro jejich stahování a instalaci. Nabízí transakční instalaci včetně podpory pro vrácení změn.
Program snapd pro práci s balíčky je svobodný software pod licencí GNU GPL. Napsaný je v programovacím jazyce Go.